# Listetyven
Listetyven er en film instrueret af Kasper Barfoed.